# كفر نعمة
كفر نعمة هي قرية فلسطينية تقع في الضفة الغربية ضمن محافظة رام الله والبيرةوقعت تحت الاحتلال الإسرائيلي في أعقاب حرب 1967.

## الجغرافيا
تقع كفر نعمة غرب مدينة رام الله بنحو 13 كيلومتر، وهي تنتشر على شكل شريط يمتد 3 كم على جانبي الشارع الموصل إلى رام الله، وترتفع عن سطح البحر 500 متر بشكل عام، ويحدها من الشرق قرية دير إبزيع، ومن الغرب تحدها قرية بلعين، ومن الشمال قرية راس كركر، ومن الجنوب بيت عور التحتا وصفا.

### التضاريس
أرض قرية كفرنعمة أرض جبلية وعرة وهي صعبة التقدير ولا يوجد في القرية مناطق سهلية عدا مساحات ضيقة على حواف الوديان، وتقوم القرية على سلسلة جبلية منخفضة، وهي امتدادات سلسلة جبال وسط فلسطين المعروفة بجبال القدس، وتقع القرية بين وأديان رئيسيان (انظر الخارطة الطبيعية للقرية)، ويحد هذان الوأديان السلسلة الجبلية التي تقع عليها القرية من نواحيها الغربية والشمالية والجنوبية، والوأديان هما وادي جريوتيمر هذا الذي يقع بمحاذاة أراضي القرية من الجهة الجنوبية، ودعي بهذا الاسم نسبة إلى خربة جريوت الواقعة غرب بيتونيا، وعرف قديماً باسم وادي عجلون، وقد كانت تسير فيه طريق يافا القدس، مارة بقرية بيت عور، يمر الوادي بمحاذاة جبال القرية ويعرف باسم وادي المصلب بين قرية كفرنعمة وقرى صفا وبيت عور التحتا، وبعد دخول الوادي قضاء الرملة يدخل تحت اسم وادي الملاقي، والذي يمر من شلتة والمدية والحديثة إلى أن ينتهي في نهر العوجا جنوب الشيخ مونس. ووادي الدلب يحاذي هذا الوادي أراضي القرية من الجهة الشمالية، ويلتف باتجاه الغرب حتى يصبح في الجهة الغربية من القرية، آخذًا اسم وادي الشباب، ثم وادي حمد، ثم وادي الخيسة، ثم وادي قاسم، ثم وادي بلعين، حيث يلتقي وادي المصلب الذي هو امتداد لوادي جريوت، ويسير الوأديان في ملتقى واحد وهو وادي الملاقي، وينتهي إلى نهر العوجا.
أما سلسلة الجبال فهي منخفضة حيث لا يتجاوز ارتفاعها عن 500متر عن مستوى سطح البحر، والجبال المعروفة في القرية هي، الشبوني، المنيطرة، الرسان، بالإضافة إلى راس الطنطورة التي تقع عليها البلد القديمة.

### المناخ
المناخ السائد في المنطقة هو مناخ وسط فلسطين والذي يتبع مناخ البحر المتوسط، ويكون بارد في الشتاء ومعتدل في الصيف، حيث أن درجة الحرارة تصل إلى صفر في الشتاء كحد أدنى، وإلى 35ْ في الصيف، وكمية المياه السنوية التي تسقط على المنطقة تتراوح من 400 إلى 500 ملم، وذلك بالرجوع إلى مناخ فلسطين وتنوعه على رقعة فلسطين الصغيرة.

### المياه
تعاني القرية من نقص مصادر المياه، حيث يعتمد سكانها بشكل رئيسي على مياه الأمطار التي يقومون بتجميعها في الآبار، واشتهر من هذه الآبار بئر الزلموط، وبئر الجبيل، وعنزية سمارة، وبئر شقير. من الينابيع الدائمة القريبة من القرية هو نبع عين بئر الوأد في شمال القرية، لكنه لا يكفي لسد حاجة السكان. يتم تزويد القرية بالميه عن طريق شبكة مياه أرضية.

## السكان
وصل عدد سكان القرية عام 1922 إلى 517 نسمة، وفي عام 1945 وصل إلى 780 نسمة، وبعد حرب 1967وصل عدد السكان حسب الإحصاء الصهيوني إلى 1295 نسمة، ارتفع هذا العدد ليصل إلى 1890 نسمة، عام 1987. وبلغ عدد سكان القرية في عام 2001 ، حسب الإحصائيات والملفات التابعة للمجلس القروي 3165 نسمة، وبلغ عدد البيوت المأهولة 560 بيتاً.

### العائلات
- عائلة السايس
- عائلة اشتيه
- عائلة عطايا
- عائلة الديك
- عائلة خويرة
- عائلة عواد

ويوجد في القرية عائلات أخرى سكنت القرية بعد النكبة عام 1948 منهم عائلة شنينة الذين هاجروا من برفيليا، وعائلة دار معاليالذين رحلوا إلى الطيبة ثم قدموا الى كفر نعمة مؤخراً، عدا عن يوسف معالي الذي رحل الى كفرنعمة مباشرة.

## المؤسسات والخدمات
يوجد في القرية مستوصف طبي تابع للتأمين الصحي. ويوجد فيها مدرستان إعداديتان أحدهما للبنين والأخرى للإناث تضمان 350 طالباً وطالبة، ومدرسة ثانوية مختلطة، وروضتان للأطفال أحدهما تابعة لنادي الشباب والثانية لدار القرآن الكريم. ويوجد في القرية ثلاثة مساجد المسجد الرئيسي للقرية، ومسجد الهدى يقع في أول القرية من جهة الشرق، وقد بني عام 1988، على قطعة ارض صغيرة، مكون من طابقين، وله مئذنة مربعة قصيرة، وقبة، ومسجد الصدّيق يقع في الأرض الوقفية التابعة للشيخ عبد الله من جهة الغرب، يبعد عن المسجد الرئيس نحو 800 متر، مكون من طابقين، وهو مثمن الأضلاع، تم بناءه عام 1999.

## المقامات والأضرحة
يوجد في القرية عدد من الأضرحة والمقامات التي كان يتوجه إليها سكان القرية وتضاء بالزيت وتنذر فيها النذور ومنها:

### مقام الشيخ شحيبر
يقع هذا المقام شرق المسجد على بُعد 100 متر من المسجد، بين بيوت أهل القرية، وهو عبارة عن زاوية صغيرة بين بيوت القرية، أمامه بئر يسمى بئر شحيبر، كان يضاء بالزيت ويقوم السكان بنذر انذور له.

### مقام المباركة
اعتقد أهالي قرية كفرنعمة أن هذه أن المباركة هي نفسها نعمة التي يُنسب إليها اسم القرية، وقيل أن قبر نعمة المباركة في أرضية المقام. المقام عبارة عن مغارة صغيرةبالقرب من الغور، تقع شمالي على بُعد 500 متر، محفورة في الصخر كانت تضاء بالزيت، وتُنذر لها النذور. ويبدو أن المغارة في وسط المكان الذي سكنه اهل القرية قديماً، كما تدل الحفريات، إضافة إلى أن المكان يشرف على وادي حمد الذي تقع فيع عين بير الواد المصدر المائي الدائم آنذاك.

### مقام الشــــيــخ  سليــم
يقع مقام الشيخ سليم في خربة عيطارانة في جنوب القرية 2 كيلو متر من المسجد، وهو عبارة عن مسجد بني على طراز العقود المستديرة، وفيه محراب بشكل نصف دائري، وفي داخل المقام في جداره الشرقي ثلاث طاقات مستطيلة الشكل، كانت تستعمل ـ على ما يبدو لوضع السرج وأباريق الزيت للإضاءة، ومدخل المقام من الناحية الشمالية، وبابه يقابل المحراب تماماً، البناء مهدم في أكثر نواحيه، حتى بابه اختفت ملامحه بسبب الهدم.